# Hypsugo macrotis
Hypsugo macrotis är en fladdermusart som först beskrevs av Coenraad Jacob Temminck 1840.  Hypsugo macrotis ingår i släktet Hypsugo och familjen läderlappar. IUCN kategoriserar arten globalt som otillräckligt studerad. Inga underarter finns listade i Catalogue of Life.
Denna fladdermus förekommer på södra Malackahalvön, norra Sumatra, Bali och Pulau Enggano. Individerna fångades med hjälp av uppställda nät vid havets strandlinje. Den leriga stranden var vid tidpunkten bredare på grund av lågt tidvatten. Det är inte känt var individerna vilar.